# Гришкино (Тосненский район)
Гри́шкино — деревня в Лисинском сельском поселении Тосненского района Ленинградской области.

## История
На карте Ингерманландии А. И. Бергенгейма, составленной по шведским материалам 1676 года, упоминается деревня Griskia.
На шведской «Генеральной карте провинции Ингерманландии» 1704 года, составленной по материалам 1678 года, — Rigola.
Затем деревня обозначается на карте Санкт-Петербургской губернии 1792 года А. М. Вильбрехта как Гришкина.
На карте Санкт-Петербургской губернии Ф. Ф. Шуберта 1834 года обозначена деревня Гришкина и близ неё мыза Кастенское Устье.

ГРИШКИНА — деревня принадлежит Нарышкину, обер-егермейстеру, число жителей по ревизии: 32 м. п., 41 ж. п. (1838 год)

Согласно карте Ф. Ф. Шуберта 1844 года деревня называлась Гришкино.

ГРИШКИНО — деревня господ Евагренковой и Нарышкина, по просёлочной дороге, число дворов — 14, число душ — 47 м. п. (1856 год)

ГРИШКИНО — деревня владельческая при реке Тосне, число дворов — 28, число жителей: 39 м. п., 39 ж. п.; Часовня православная. (1862 год)

В конце XIX века деревня административно относилась к Лисинской волости 1-го стана Царскосельского уезда Санкт-Петербургской губернии, в начале XX века — 4-го стана.
В 1913 году деревня Гришкино насчитывала 27 крестьянских дворов.
На военно-топографической карте Петроградской и Новгородской губерний издания 1917 года деревня названа Тришкино, рядом с деревней обозначена Мыза Кастенское Устье.
С 1917 по 1922 год деревня Гришкино входила в состав Гришкинского сельсовета Лисинской волости Детскосельского уезда.
С 1922 года в составе Васильевского сельсовета.
С 1923 года в составе Троцкого уезда.
Согласно данным переписи населения СССР 1926 года в деревне Гришкино проживали 255 человек — все русские.
С 1927 года в составе Детскосельского района Ленинградской области.
С 1928 года в составе Каменского сельсовета.
С 1930 года в составе Тосненского района.
По данным 1933 года деревня Гришкино входила в состав Каменского сельсовета Тосненского района.

Деревня Гришкино на карте 1937 года.

Согласно топографической карте 1937 года деревня насчитывала 49 крестьянских дворов, в деревне была своя школа.
Деревня была освобождена от немецко-фашистских оккупантов 28 января 1944 года.
В 1965 году население деревни Гришкино составляло 131 человек.
По данным 1966 и 1973 годов деревня Гришкино также входила в состав Каменского сельсовета.
По данным 1990 года деревня Гришкино входила в состав Лисинского сельсовета.
В 1997 году в деревне Гришкино Лисинской волости проживали 16 человек, в 2002 году — 29 человек (все русские).
В 2007 году в деревне Гришкино Лисинского СП — 5 человек.

## География
Деревня расположена в западной части района на автодороге 41К-858 (подъезд к дер. Гришкино), к юго-востоку от центра поселения посёлка Лисино-Корпус.
Расстояние до административного центра поселения — 16 км.
Расстояние до ближайшей железнодорожной платформы Кастенская — 5 км. С мая по октябрь Гришкино связано тремя автобусными рейсами в сутки с Тосно (маршрут № 326).
Деревня находится на реке Тосна.

## Демография
| 1838 | 1862 | 1997 | 2007 | 2010 | 2017 |
| ---- | ---- | ---- | ---- | ---- | ---- |
| 73   | ↗78  | ↘16  | ↘5   | ↗19  | ↘11  |